# 圣于连莱蒙贝利亚尔
圣于连-莱蒙贝利亚尔（法語：Saint-Julien-lès-Montbéliard，法語發音：[sɛ̃ ʒyljɛ̃ lɛ mɔ̃beljaʁ]，意为“蒙贝利亚尔附近的圣于连）是法国杜省的一个市镇，位于该省东北部，属于蒙贝利亚尔区。

## 地理
圣于连-莱蒙贝利亚尔（47°31'20"N, 6°42'38"E）面积3.81 平方千米，位于法国勃艮第-弗朗什-孔泰大區杜省，该省份为法国东部内陆省份，北起上索恩省，西接汝拉省，东部及东南部与瑞士接壤，东北部与贝尔福地区省接壤。
与圣于连-莱蒙贝利亚尔接壤的市镇（或旧市镇、城区）包括：赖南、阿尔塞、丹村、埃舍南、伊桑、普雷桑特维莱、圣玛丽。
圣于连-莱蒙贝利亚尔的时区为UTC+01:00、UTC+02:00（夏令时）。

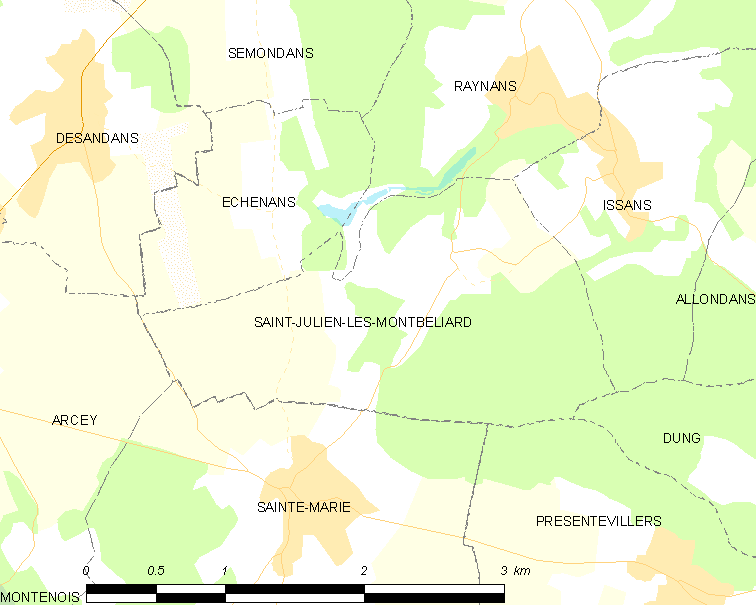
圣于连-莱蒙贝利亚尔的OSM定位图

## 行政
圣于连-莱蒙贝利亚尔的邮政编码为25550，INSEE市镇编码为25521。

## 政治
圣于连-莱蒙贝利亚尔所属的省级选区为巴旺县。

## 人口

1962-2008年间圣于连-莱蒙贝利亚尔人口变化图示

圣于连-莱蒙贝利亚尔于2022年1月1日时的人口数量为158人。